# In vacanza su Marte
In vacanza su Marte  è un film del 2020 diretto da Neri Parenti e con protagonisti Christian De Sica e Massimo Boldi, al loro secondo film in coppia dopo il ritorno (dopo Amici come prima dello stesso De Sica) che risuggellò il loro sodalizio, interrottosi nel 2005 per divergenze artistiche.

## Trama
Nel 2030 Fabio Sinceri deve convolare a nozze con la sua facoltosa fidanzata Bea, diventata appena orfana del padre benestante e la cui madre Tina inizia già a cercare un nuovo compagno. Considerando che è ancora legalmente sposato con la sua ex moglie Elena, abbandonata col figlio diversi anni prima, l’uomo decide di andare a sposarsi su Marte, in cui non c'è alcuna giurisdizione. Per sua sfortuna, determinato a far tornare insieme i genitori, il figlio diciottenne Giulio lo segue su Marte, grazie all’aiuto della madre della sua fidanzata Marina, e viene accompagnato da quest’ultima, la quale ha intenzione di far scoprire la finta relazione tra due popolari influencer per cercare di ottenere successo. Purtroppo Giulio, durante una gita nello spazio, viene risucchiato da un mini buco nero che avanza la sua età di circa una cinquantina d'anni. A circondare e a complicare le vicende di Fabio sono la presenza di Bea e Tina contemporaneamente a quella di Giulio, e poi successivamente l’arrivo inaspettato di Elena.

## Produzione
Le riprese si sono svolte in un teatro di posa a Cinecittà. Il costo di produzione è stato di 5.650.049,21 euro.

## Promozione
Il poster e il trailer della pellicola sono stati distribuiti il 2 dicembre 2020.

## Distribuzione
La pellicola, a causa della chiusura delle sale cinematografiche causata dalla pandemia di COVID-19, non ha avuto una distribuzione cinematografica. Il 13 dicembre 2020 il film esce on demand acquistabile o in noleggio sulle piattaforme Sky Primafila, Amazon Prime Video, Apple TV+, Chili, TIMvision, Infinity TV, Google Play Film, YouTube, Rakuten TV e PlayStation Store.
Il film viene trasmesso per la prima volta in TV il 29 dicembre 2020 in esclusiva su Sky Cinema.
Il film raggiunge nei primi 10 giorni di messa in onda oltre 800.000 spettatori su Sky Cinema.